# Simpang Karmeo
Simpang Karmeo is een bestuurslaag in het regentschap Batang Hari van de provincie Jambi, Indonesië. Simpang Karmeo telt 1612 inwoners (volkstelling 2010).